# Maceda
Maceda è un comune spagnolo di 3 241 abitanti situato nella comunità autonoma della Galizia.